# Малая Елга
Ма́лая Елга́ (тат. Кече Елга) — село в Лаишевском районе Республики Татарстан, административный центр Малоелгинского сельского поселения.

## Этимология
Топоним произошёл от татарского слова «кече» (малый) и ойконима «Елга».

## География
Село расположено на реке Шуранке, в 25 км к востоку от города Лаишево. Через село проходит автомобильная дорога регионального значения «Р239«Казань — Оренбург» — Рыбная Слобода».

## История
Село известно с 1617 года. До 1860-х годов жители относились к категории государственных крестьян. Занимались земледелием, разведением скота.
В начале XX века в селе функционировали мечеть, медресе, кузница, 5 мелочных лавок. В этот период земельный надел сельской общины составлял 2069 десятин.
До 1920 года село входило в Масловскую волость Лаишевского уезда Казанской губернии. С 1920 года в составе Лаишевского кантона ТАССР. С 14 февраля 1927 года в Лаишевском, с 10 августа 1930 года в Рыбно-Слободском, с 25 января 1935 года в Лаишевском, с 1 февраля 1963 года в Пестречинском, с 12 января 1965 года в Лаишевском районах.
С 1929 года село в составе колхоза «Кызыл Тан», с 1995 – коллективное предприятие «Победа».
В селе действовали предприятия: с 2003 года общество с ограниченной ответственностью «Идель», с 2006 — коммандитное товарищество «Вамин Татарстан», с 2013 — общество с ограниченной ответственностью «Сэт Иле», с 2016 — общество с ограниченной ответственностью «Просто молоко Агро».

## Население
Численность населения по годам
| 1782 | 1859 | 1897  | 1908  | 1920  | 1926  | 1938  |
| ---- | ---- | ----- | ----- | ----- | ----- | ----- |
| 202  | ↗838 | ↗1168 | ↗1427 | ↗1488 | ↘1114 | ↘1011 |
| 1949 | 1958 | 1970  | 1979  | 1989  | 2002  | 2010  |
| ↘967 | ↘920 | ↗1150 | ↘1083 | ↘874  | ↗877  | ↘783  |
| 2017 |      |       |       |       |       |       |
| ↘712 |      |       |       |       |       |       |

| 2016 | 2017 |
| ---- | ---- |
| 710  | 712  |

Национальный состав села — татары.

## Экономика
Основное занятие населения – молочное скотоводство, свиноводство.

## Инфраструктура
В селе действуют средняя школа (с 1918 г. как начальная), библиотека (с 1955 г.), клуб (с 1984 г.), детский сад (с 1996 г.), фельдшерско-акушерский пункт, участковый ветеринарный пункт (с 2017 г.).

## Религия
Мечеть «Хафизулла» (с 1991 г.).

## Известные люди
- Агафуров, Хисаметдин Гафурович — екатеринбургский купец XIX века, основатель купеческой династии Агафуровых
- Агафуров, Камалетдин Хисаметдинович — екатеринбургский купец из династии Агафуровых